# Grand Prix du Parisien
Grand Prix du Parisien var ett nordfranskt cykellopp som avhölls från 1961 till 1965 och sponsrades av tidningen Le Parisien. Det kördes som ett sexmanna lagtempolopp i månadsskiftet september/oktober. Det gick i departementet Oise från Beauvais till Compiégne, utom 1963 då det kördes från Melun (i departementet Seine-et-Marne) till Creil (Oise), och var cirka 130 km långt. De tre sista åren ingick loppet i den inofficiella världscupen Super Prestige Pernod.

## Podieplaceringar
| År   | Vinnare                                                                                             | Tvåa                                                                                       | Trea                                                                                              |
| 1961 | Alcyon-Leroux                                                                                       | St.Raphael-Geminiani                                                                       | Ignis                                                                                             |
| 1961 | Florent Van Vaerenbergh André Darrigade Jean Forestier Anatole Novak Joseph Groussard François Mahé | Albertus Geldermans Bas Maliepaard Jean-Claude Lebaube Guy Ignolin Jo de Haan Tom Simpson  | Agostino Coletto Louison Bobet Joseph Velly Ercole Baldini Nello Fabbri Gastone Nencini           |
| 1962 | Flandria-Faema                                                                                      | Peugeot-BP                                                                                 | Margnat-Paloma                                                                                    |
| 1962 | Rik Van Looy Huub Zilverberg Guillaume Van Tongerloo Edgard Sorgeloos Joseph Planckaert Peter Post  | Henri Duez Pierre Ruby Claude Colette Claude Valdois François Hamon Ferdinand Bracke       | Joseph Novales Luís Otaño Jacques Bachelot Joseph Velly Albert Bouvet Ramón Mendiburu             |
| 1963 | Peugeot-BP                                                                                          | Margnat-Paloma                                                                             | St.Raphaël-Gitane                                                                                 |
| 1963 | Rolf Wolfshohl Tom Simpson Claude Valdois Ferdinand Bracke François Hamon Michel Nédélec            | Peter Crinnion Joseph Velly Luís Otaño Ramón Mendiburu Joseph Novales André Darrigade      | Bas Maliepaard Jean-Claude Lebaube Seamus Elliott Alban Cauvet Albertus Geldermans Jo de Roo      |
| 1964 | St.Raphaël-Gitane                                                                                   | Cynar                                                                                      | Pelforth-Sauvage-Lejeune                                                                          |
| 1964 | Rudi Altig Arie den Hartog Albertus Geldermans Jo de Roo Bas Maliepaard Cees Lute                   | Franco Balmamion Rolf Maurer Roland Zöffel Rudolph Hauser Diego Ronchini Dino Zandegù      | Jan Janssen Joseph Groussard Ludo Janssens Willy Monty José María Errandonea Jean-Claude Lefebvre |
| 1965 | Pelforth-Sauvage-Lejeune                                                                            | Solo-Superia                                                                               | Televizier                                                                                        |
| 1965 | Henri Anglade Willy Monty Jan Janssen Piet Braspennincx Jean-Claude Lefebvre Roger Milliot          | Eddy Merckx Edward Sels Bernard Van De Kerckhove Armand Desmet Mathieu Maes Julien Stevens | Gerben Karstens Cees Haast Leo van Dongen Jo de Roo Bas Maliepaard Rik Wouters                    |